# Гусевка (Ревдинський міський округ)
Гу́севка (рос. Гусевка) — селище у складі Ревдинського міського округу Свердловської області.
Населення — 4 особи (2010, 3 у 2002).
Національний склад станом на 2002 рік: росіяни — 34 %, башкири — 33 %, мордва — 33 %.